# Fågel blå
För andra betydelser, se Fågel blå (olika betydelser).
Fågel blå eller Blåfågel är en folkbok, översatt från Marie-Catherine d’Aulnoys saga L'oiseau bleu.
Denna saga är i sin tur en omarbetning av en över hela Europa och Asien spridd folksaga, i Skandinavien ofta kallad "den gröne riddaren". Den handlar om en prins, som i fågelgestalt besöker en i ett torn innesluten prinsessa men såras av giftiga knivar, som prinsessans styvmor hängt utanför hennes fönster, varefter han uppsöks och botas av prinsessan. I Fågel blå har sagan smyckat feer, trollkarlar och andra litterära tillsatser i tidens smak.
Det första kända svenska trycket är från 1794; Per Olof Bäckström utgav en variant av sagan i Svenska folkböcker 1848.